# Procladius insularis
Procladius insularis är en tvåvingeart som först beskrevs av Jean-Jacques Kieffer 1921.  Procladius insularis ingår i släktet Procladius och familjen fjädermyggor.
Artens utbredningsområde är Taiwan. Inga underarter finns listade i Catalogue of Life.